# J/TPS-101

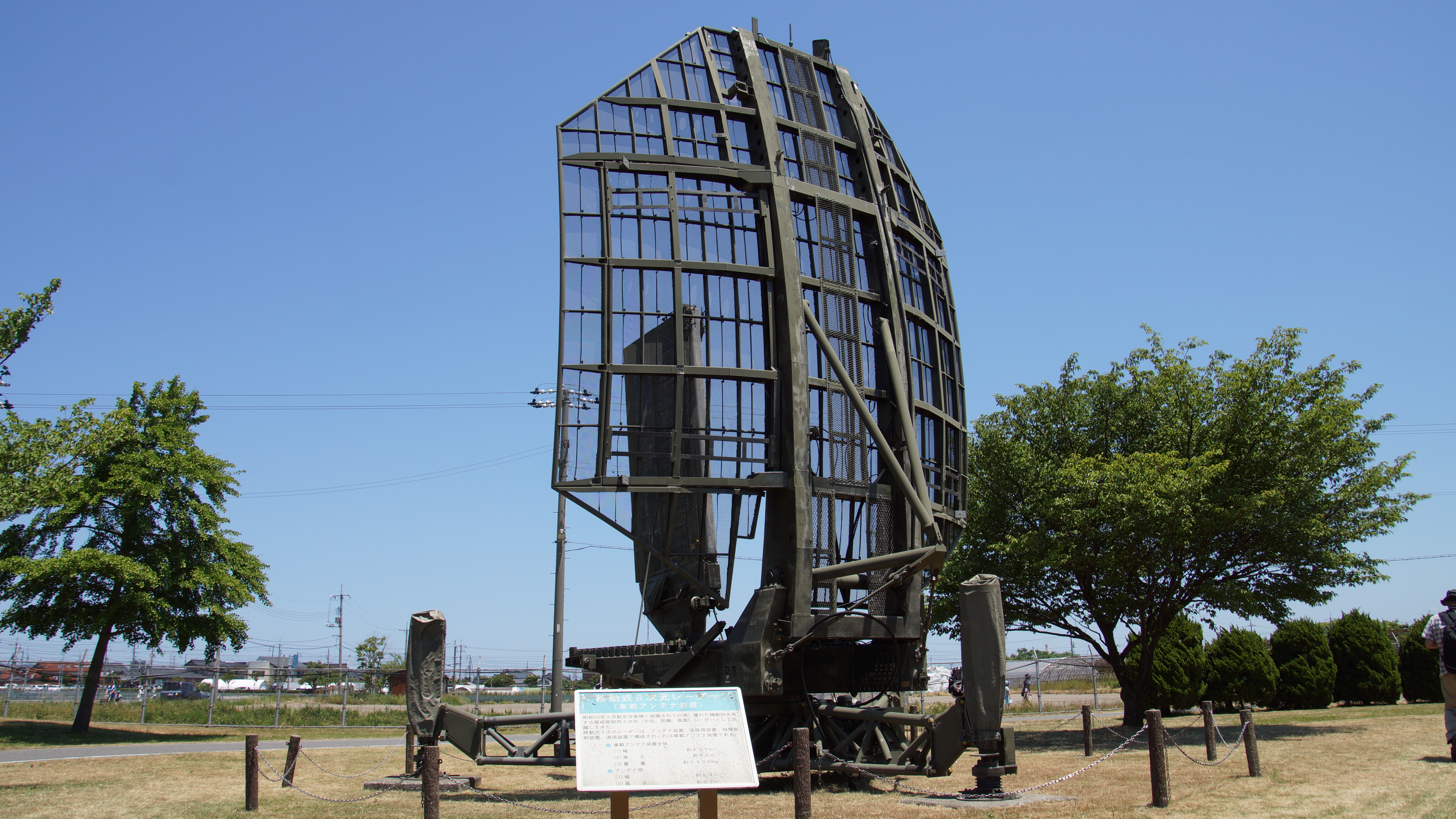
Антенний пристрій NAS-79 радара J/TPS-101

J/TPS-101 — радіолокаційна установка Повітряних сил самооборони Японії. Є мобільним тривимірним радаром, який використовується для доповнення стаціонарних радіолокаційних станцій і відомий як M-3D Kai. Виробником є компанія Mitsubishi Electric, перша установка була поставлена в 1981 році .

## Опис
З середини 1960-х років Повітряні сили самооборони Японії розпочали розробку мобільної системи попередження та управління для підвищення стійкості до зростаючих авіаційних загроз і покращення здатності виявляти низьколітні цілі. У 1971 році було отримано першу установку J/TPS-100, і того ж року сформовано тимчасовий 1-й мобільний загін попередження. Вже наступного року загін був задіяний для усунення перебоїв під час заміни радара на базі Вадзіма, де отримав високу оцінку. Наприкінці 1975 року була поставлена друга установка цього типу.
Однак J/TPS-100, оснащений розширеними пристроями управління та зв'язку для виконання функцій резервного командного пункту ППО (DC), виявився занадто громіздким за масштабами системи та чисельністю персоналу, що ускладнило закупівлю наступних одиниць. Крім того, система, спроектована на основі технологій радарів початку 1960-х років, застаріла в умовах якісної зміни загроз, потребуючи покращень у сфері радіоелектронної боротьби та придушення перешкод.
У відповідь на ці виклики було розроблено J/TPS-101. Впровадження новітніх технологій дозволило підвищити продуктивність, а обмеження функцій виключно завданнями спостереження та попередження скоротило розміри системи й персоналу, покращивши мобільність і розгортання. Антенна частина розміщена на вантажівці та має вигляд трохи видовженої восьмикутної параболічної антени. Система складається з антенного пристрою, прийомопередавача, комунікаційного обладнання та пристроїв управління.
Загони, оснащені J/TPS-101, почали формуватися з березня 1981 року, коли на базі Касуга був створений 3-й мобільний загін попередження. У жовтні 1982 року на базі Нака сформовано 4-й загін. До березня 1989 року було створено 10 таких загонів, які разом із двома загонами J/TPS-100 досягли мети — 12 мобільних загонів попередження. Крім того, по одній установці для навчальних цілей було поставлено на базу Іводзіма та у 1-е відділення 5-ї технічної школи. Для цих завдань кількість консолей управління та спостереження була збільшена.